# Al Qatrun
 (février 2016).
Si vous disposez d'ouvrages ou d'articles de référence ou si vous connaissez des sites web de qualité traitant du thème abordé ici, merci de compléter l'article en donnant les références utiles à sa vérifiabilité et en les liant à la section « Notes et références ».
Al Qatrun, Al Katrun, Gatrone, or Al Gatrun (en arabe : القطرون) est une oasis et une ville située au sud-ouest de la Libye, situé dans le district de Mourzouq, sur la route principale menant vers le Tchad et le Niger, pays par lequel on accède par le poste-frontière de Tumu (en), distant d'Al-Qatrun de 310 km. La fondation de la ville d'Al Qatrun date du XVIe siècle, nommée selon nom actuel Al Qatrun. Elle était précédemment appelée la vallée de la Sagesse (en arabe Wadi Al-Hekma ).
Al Qatrun se compose de plusieurs zones :
- Al-Qatrun centre ( Al-shabiaa, Al-jmeia, Chargie, Al-motlete, Garbie )
- Al-Bakie
- Madroussa
- Gasser Massoud
- Nager Knmie
- Tjerhi

La majorité de la population et des services sont situés à Al Qatrun centre. La plupart des habitants sont des Arabes et Toubou.
Dans le reportage "la foire aux esclaves" de l'Effet Papillon, on apprend que Gatrone accueille un centre illégal de détention de migrants. Des milliers de réfugiés y sont détenus en dehors de tout cadre légal. Ils sont sous-alimentés et beaucoup d'entre eux meurent. Les cadavres sont jetés dans le désert ou conservés dans les cellules parmi les prisonniers. La torture, les abus sexuels, sont commandités par les forces de sécurité libyennes.